# Margeride
Pour les articles homonymes, voir Margeride (homonymie).
Ne doit pas être confondu avec Margerides.
La Margeride est un massif montagneux situé dans le Massif central aux limites des départements du Cantal, de la Haute-Loire et de la Lozère, constituant une région naturelle française.

## Toponymie
À l’origine, le nom de « Margeride » s’appliquait uniquement à une seigneurie dont le château fut ruiné au XVe siècle et une forêt culminant à 1 380 m d’altitude. L’endroit est situé près de Védrines-Saint-Loup, sur la route allant de Langeac à Saint-Flour. Une importante propriété de 800 ha abritant une fabrique de verre au XVIIIe siècle reprit ce nom. Celui-ci deviendra peu à peu le nom générique pour l’ensemble des montagnes environnantes. Ce sera l'Office national des forêts qui officialisera le nom au XIXe siècle et l’attribuera à la partie lozérienne du massif. Les géographes étendront le nom à l’ensemble du plateau granitique au XXe siècle.
La seigneurie du Moyen Âge se situait à proximité de la limite entre les cités gauloises des Vellaves et des Arvernes. On pense pouvoir faire dériver son nom actuel du mot gaulois morgarita composé de morga qui signifie « gué, limite » et de -ritu pour « gué ».
En occitan, Margeride se dit Marjarida.

## Géographie

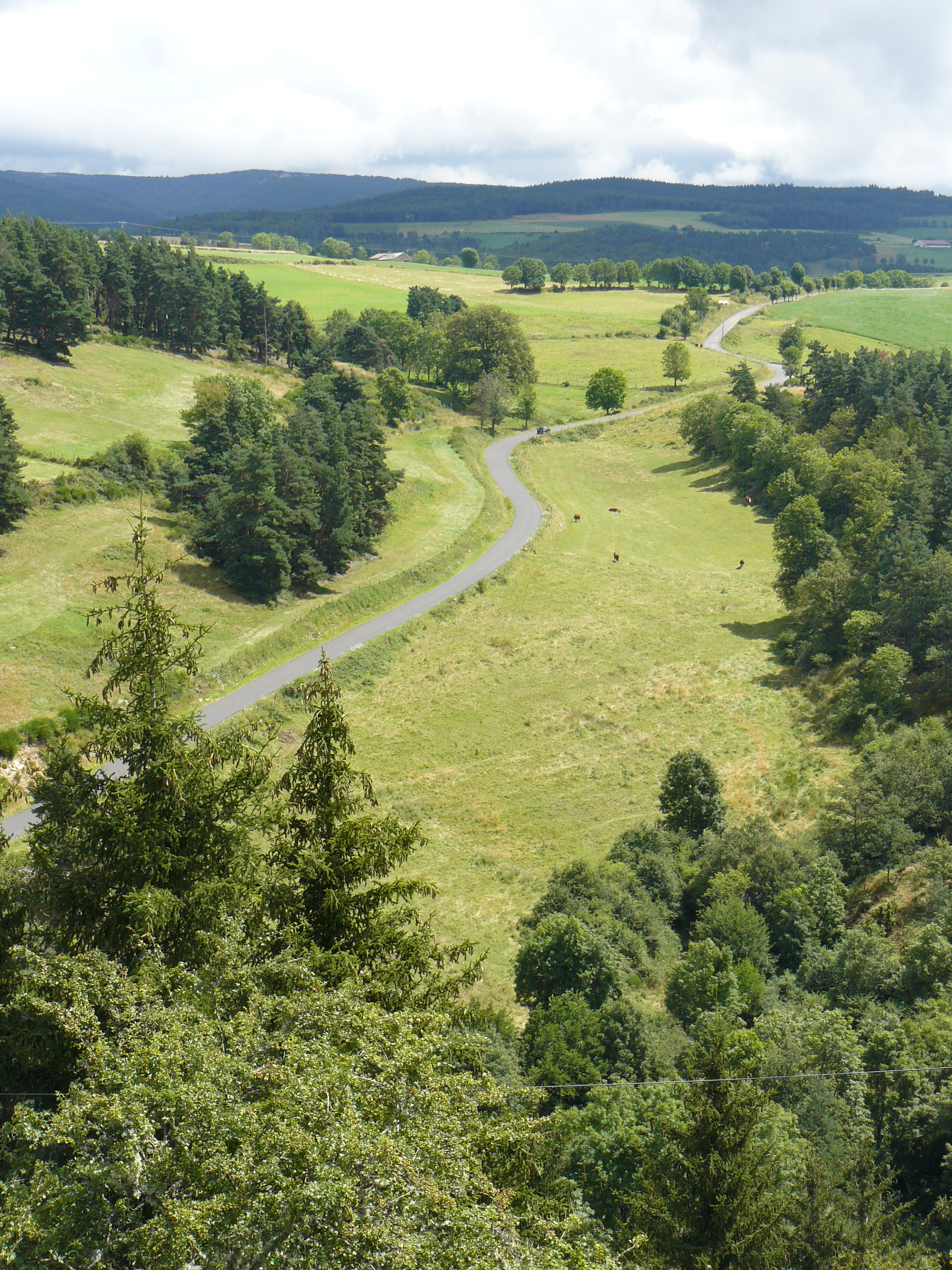
Vue depuis Ruynes-en-Margeride.

### Situation
La limite occidentale avec les monts du Cantal et de l'Aubrac peut être placée sur la Truyère. La limite orientale est matérialisée par les gorges de l'Allier et le massif du Devès. Au sud, c'est la vallée du Lot qui sépare la Margeride du mont Lozère (Cévennes), puis de la région des Grands Causses.

#### Villes et villages principaux de la Margeride
| Cantal | Haute-Loire                                                          | Lozère | Villes situées en bordure immédiate du massif |
| --- | -------------------------------------------------------------------- | --- | --- |
| - Clavières - La Chapelle-Laurent - Lastic - Loubaresse - Montchamp - Ruynes-en-Margeride - Saint-Poncy - Védrines-Saint-Loup | - Mercœur - Ally - Pinols - Saugues - Thoras - Chanaleilles - Cronce | - Auroux - Chambon-le-Château - Châteauneuf-de-Randon - Javols - Grandrieu - Le Malzieu - Pierrefiche - Rieutort-de-Randon - Saint-Alban-sur-Limagnole - Saint-Amans - Saint-Chély-d'Apcher - Saint-Denis-en-Margeride - Saint-Privat-du-Fau - Sainte-Eulalie - Serverette | - Aumont-Aubrac - Bagnols-les-Bains - La Bastide-Puylaurent - Le Bleymard - Brioude - Langeac - Langogne - Marvejols - Massiac - Mende - Saint-Flour - Villefort |

### Géologie, géomorphologie

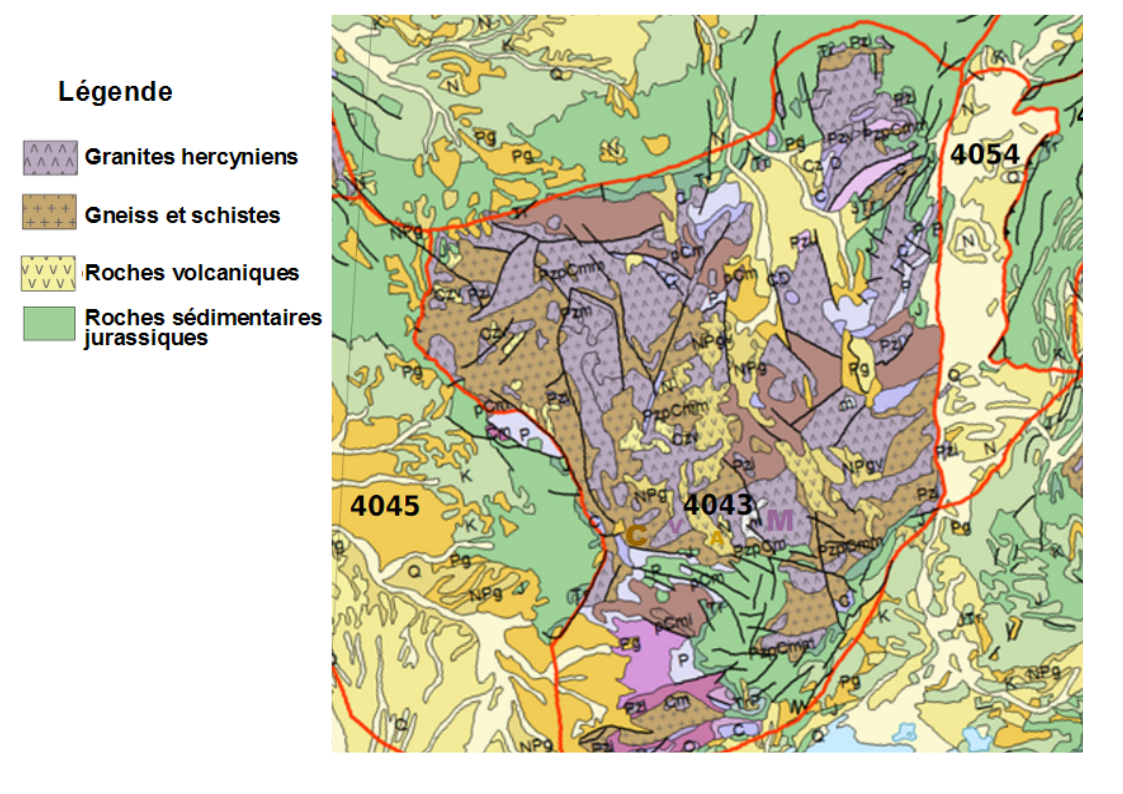
Extrait de la carte géologique du Massif central :
M = Margeride ; A = Aubrac ; C = Chataîgneraie ; V = Viadène.

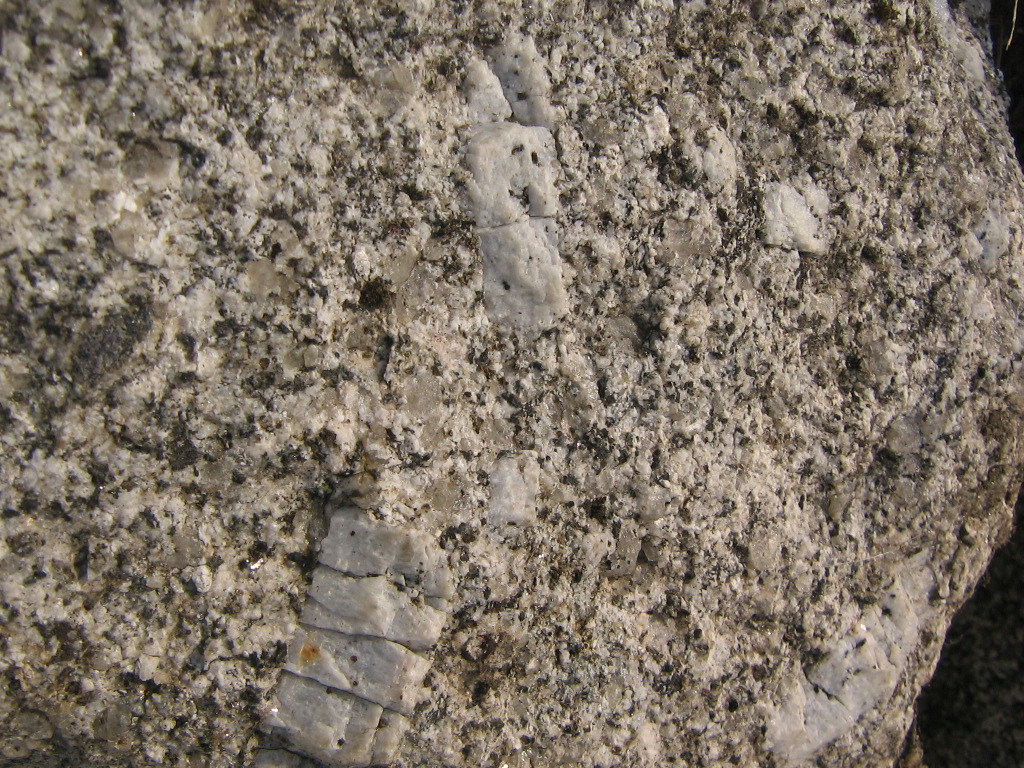
Granite de la Margeride à gros cristaux de feldspath.

Les montagnes de Margeride font partie d'un massif granitique (laccolite de 3 200 km2, en fait trois laccolites superposés parmi les plus importants d'Europe en superficie : Saint-Christophe-en-Bourbonnais, Chambon-le-Château et Margeride),. Celui-ci comprend la Margeride proprement dite mais aussi la plus grande partie du socle de l'Aubrac jusqu'au plateau de la Viadène. Il constitue un témoin majeur de l'ancienne chaîne hercynienne qui traversait autrefois toute l'Europe. Il se présente sous la forme d'un laccolite subhorizontal de à 4 à 8 km d'épaisseur. Allongé approximativement d'est en ouest sur plus de 100 km, large à l'est de plus de 50, il s'amenuise progressivement vers l'ouest. À ce niveau, le granite est intrusif dans les nappes de schistes cristallins de la Chataîgneraie dans lequel il développe un métamorphisme de contact.
La roche prédominante en Margeride est un granite porphyroïde (c'est-à-dire incorporant de grands cristaux de feldspath potassique). Ces cristaux d'orthose systématiquement maclés (macle de Carlsbad) peuvent atteindre 10 cm de long : c'est la raison pour laquelle on parle parfois de granite à « dents de cheval ». Du point de vue pétrographique, il s'agit d'un granite calco-alcalin à biotite, dans lequel s'individualisent des porphyroblastes de feldspath potassique et des nids décimétriques à demi-métriques de feldspaths potassiques accompagnés de schorl.
Il existe par ailleurs un deuxième type de granite en Margeride, moins répandu que le précédent, qui est un leucogranite comportant deux micas (biotite et muscovite), constitué de grains fins (faciès aplitique) et riche en tourmaline. On le retrouve en amas, filons ou sills, sous forme d'intrusions dans le granite porphyroïde (région de Saint-Chély-d'Apcher, d'Aumont-Aubrac et de Grandrieu). On peut aussi trouver très ponctuellement d'autres roches sous forme de filons comme la kersantite et la vaugnérite (région de Grandrieu) ainsi que des micro-granites et des microdiorites sur le bord ouest du massif.
La présence du granite est soulignée dans le paysage par de nombreux chaos (à Rimeize par exemple) ou des empilements de rochers (appelés tor en géomorphologie) dégagés par l'érosion, analogues à ceux que l'on peut observer dans d'autres massifs granitiques européens de l'époque hercynienne (Sudètes en Europe centrale, Harz en Allemagne, Dartmoor en Angleterre).
Sur le plan géomorphologique, la Margeride est un horst, semblable à celui du Forez, situé plus au nord. À la suite de la surrection des Alpes, celui-ci a été porté en altitude, sur une période allant de l'Éocène au Miocène (Tortonien), par une série de failles orientées nord-ouest / sud-est qui ont créé plusieurs gradins. De petits bassins d'effondrement sédimentaires oligocènes coexistent avec ces blocs soulevés (Le Malzieu, Saint-Alban-sur-Limagnole) : ce sont de petites « Limagnes » en réduction (la Limagnole a d'ailleurs la même racine étymologique). La partie nord de la Margeride comprend des massifs élevés (mont Mouchet, Montchauvet) séparés par des cols assez marqués. Plus au sud, les cols sont plus élevés et le faîte de la Margeride se maintient à plus de 1 400 m sur une longueur de 40 km. La ligne de crête finit par s'abaisser un peu au sud du point culminant (signal de Randon) dans la dépression du lac de Charpal et le plateau du Palais du Roi (juste au nord de Mende). Sur la bordure sud de cet ensemble, le contact entre le granite et la dolomie de la région des Grands Causses se fait de façon particulière. En effet, on observe à ce niveau une discordance sub-horizontale et faillée de dolomie jurassique sur socle de granite hercynien : la mer a transgressé un massif granitique plat, sans sa morphologie caractéristique d'altération en boule. Le contact dolomie/granite est extrêmement franc, sans sol, sans niveau détritique de base.
Par ailleurs, contrairement à l'Aubrac tout proche, la Margeride ne comporte aucune trace d'érosion glaciaire. Au Quaternaire, les glaciers étaient donc absents ou trop petits pour laisser des traces de leur passage. Cette différence par rapport à l'Aubrac reste assez mystérieuse et ne peut s'expliquer que par un climat nettement plus sec (certains chercheurs ont avancé l'hypothèse de la présence quasiment permanente à cette période d'un anticyclone stationnant sur l'est du Massif central).

### Sommets principaux
Le point culminant est le signal de Randon à 1 551 mètres.
Autres sommets
- Truc de Fortunio, 1 550 mètres
- Moure de la Gardille, 1 503 mètres (sources de l'Allier et du Chassezac)
- Mont Mouchet, 1 497 mètres (qui domine le col de la Fontaine des Bergers)
- Montagne du Goulet, 1 497 mètres
- Roc de Fenestre, 1 489 mètres
- Puech David, 1 487 mètres
- Peyre Plantade, 1 486 mètres
- Truc de la Garde, 1 486 mètres
- Montchauvet, 1 485 mètres
- Bec Signal, 1 483 mètres
- Ranc de la Licheyre, 1 447 mètres
- Montagne des Ducs, 1 447 mètres
- Truc du Chapelat, 1 442 mètres
- Serre Haut, 1 431 mètres
- Mont Grand, 1 417 mètres
- Truc de Randon, 1 402 mètres
- Timoneire, 1 401 mètres
- Le Bessal, 1 397 mètres
- Puech Pauliac, 1 395 mètres
- Truc de Montchabrier, 1 395 mètres (qui domine le col de la Gette)
- Signal de Margeride, 1 381 mètres

### Hydrographie
La ligne de partage des eaux qui sépare le bassin de la Garonne et le bassin de la Loire traverse la Margeride. Les affluents de l’Allier et de l’Alagnon appartiennent au bassin de la Loire, les affluents de la Truyère et du Lot appartiennent à celui de la Garonne.

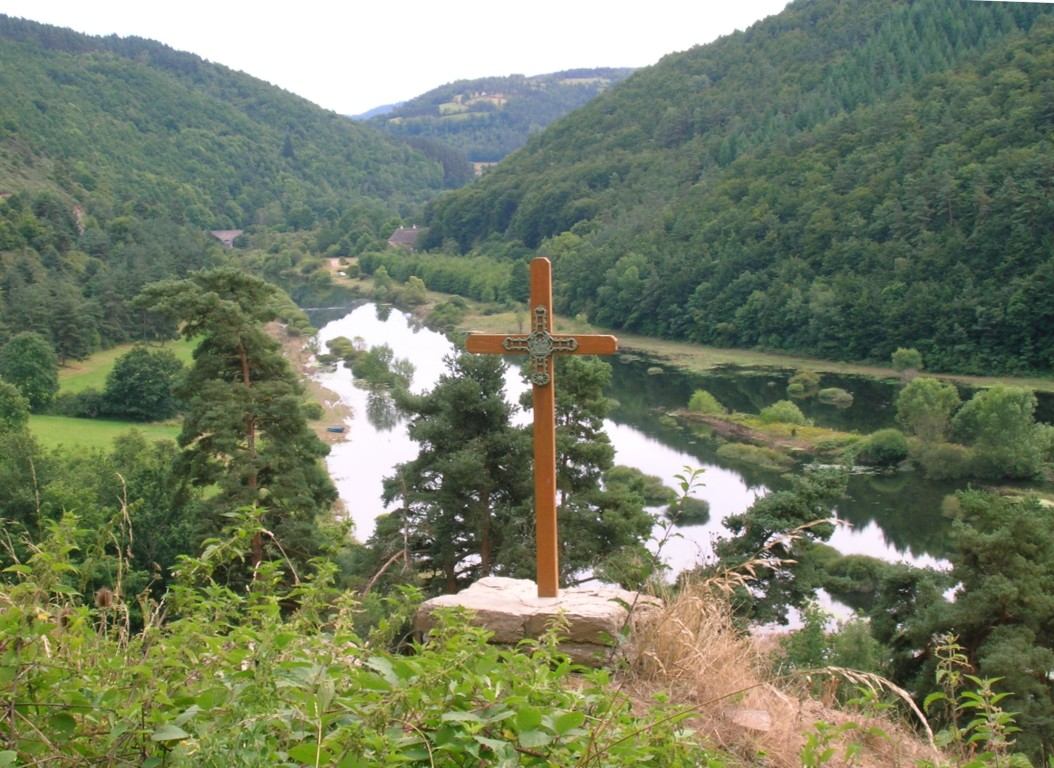
La Truyère vue depuis Chaliers.

| Affluents de l’Alagnon           | Affluents de l’Allier | Truyère et ses affluents                                                                                         | Affluents du Lot                                         |
| - Alagnonnette - Cérou - Arcueil | - Ance du Sud - Céroux - Chapeauroux - Cronce - Desges - Gourgueyre - Grandrieu - Panis - Ramade - Seuge - Pontajou - Virlange | - Truyère - Chapouillet - Limagnole - Guitard - Mézère - Ribeyre - Roche - Mongon - Triboulin - Ander - Viadeyre | - Bouisset - Esclancide - Colagne - Jourdane - Coulagnet |

### Climat

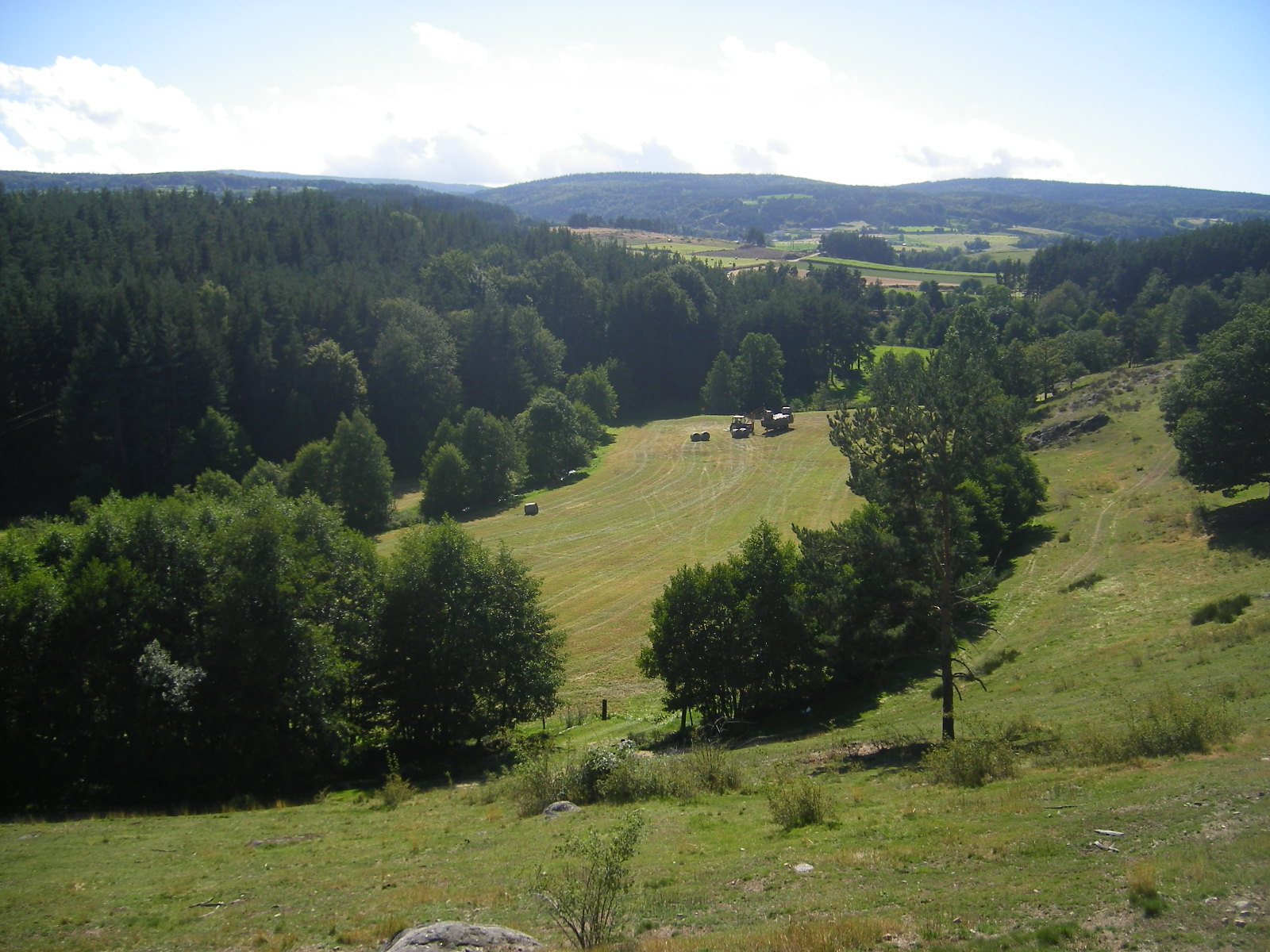
Environs de Saugues.

Le climat est froid mais relativement sec ; les monts du Cantal et de l'Aubrac arrêtent les précipitations venant de l'ouest et permettent à la Margeride de bénéficier d'une position relativement abritée. Il reste néanmoins rigoureux avec une longue période d'enneigement et présente des traits thermiques qui s'apparentent aux climats de l'Islande ou de la Suède,. Les vents peuvent y être très violents et balayent régulièrement les crêtes et plateaux. En hiver, les températures n'ont rien à envier à celles que l'on relève dans le Jura : on a ainsi frisé les −30 °C le 1er mars 2005 à Saugues à seulement 900 m d'altitude. Par ailleurs, le sud du massif reçoit à intervalles réguliers de fortes précipitations venant de Méditerranée en particulier lors des épisodes cévenols. Le sud de l'Aubrac subit d'ailleurs le même phénomène. Si cet événement a lieu en hiver, il tombe alors des quantités énormes de neige (comme en 1978 dans la région de Langogne où l'on releva une hauteur de 2 mètres). Cependant, les quantités d'eau ou de neige recueillies sont généralement moins importantes que dans les Cévennes, qui sont concernées au premier chef lors d’événements de ce type.

### Faune

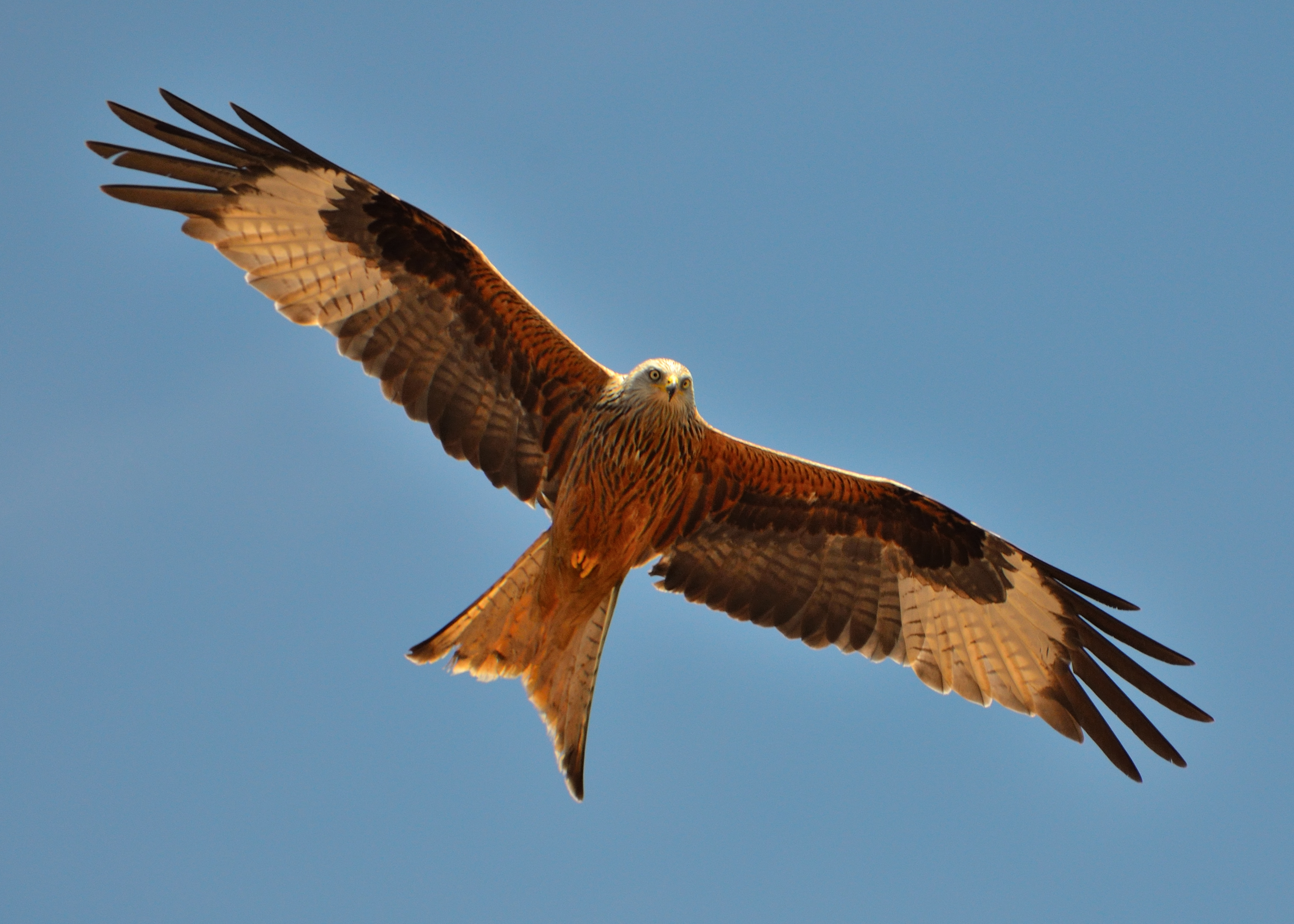
Milan royal en vol.

Avec une faune et des habitats variés, la Margeride abrite de nombreuses espèces de mammifères telles que des lièvres, renards, blaireaux, sangliers ou encore des cerfs et chevreuils. Les lacs et rivières du nord de la Lozère sont également un biotope pour la truite. La loutre se trouve sur les berges de la Truyère.
Quant aux milieux tourbeux, ils concentrent la présence de papillons rares comme le Nacré de la canneberge, le Moiré des luzules, ou le Nacré porphyrin mais aussi une importante population de libellules : Cordulie arctique, Orthétrum bleuissant, Leucorrhine douteuse ou encore l'Aeschne des joncs.
Le Milan royal, Milan noir, Busard cendré, Busard Saint-Martin, Circaète Jean-le-Blanc sont les rapaces observables dans le massif. Les conditions sont favorables au Pic noir ou au Pic mar ; la Chouette de Tengmalm profite des cavités creusées par le pic noir pour y établir son nid.

### Flore
La végétation est composée, d'une part, de forêts de pins sylvestres et de hêtres (dans les endroits les plus humides) auxquelles s'ajoutent des boisements artificiels d'épicéas et, d'autre part, de landes à genêt purgatif et bruyère.
Dans le massif, on recense neuf espèces alpines : le Pâturin violacé (Poa violacea), la Luzule en épi (en) (Luzula spicata), la Sagine fausse sagine (Sagina saginoides), la Cardamine à feuilles de réséda (Cardamine resedifolia), la Saxifrage paniculée (Saxifraga paniculata), la Saxifrage étoilée (Saxifraga stellaris), la Potentille dorée (Potentilla aurea), le Liondent des Pyrénées (Leontodon pyrenaicus) et la Crépide à feuilles de vergerette (Crepis conyzifolia).
Au bord de certains ruisseaux, croît la Lysimaque à fleurs en thyrse (Lysimachia thyrsiflora), plante d'Europe centrale et boréale, rarissime en France.

### Tourbières
Les tourbières de la Margeride sont un exemple important et fonctionnel de ces écosystèmes, contrairement à de nombreux autres endroits où ils sont dispersés. Leur présence revêt une importance particulière sur ce territoire. Ces vastes tourbières abritent une flore typique des milieux froids, presque unique en France, comprenant des espèces reliques des glaciations telles que le rare Bouleau nain (Betula nana) ou le Saule des Lapons (Salix lapponum). Une des tourbières les plus intéressantes est celle de Lajo non loin de Saint-Alban-sur-Limagnole.
Les tourbières jouent un rôle crucial dans la préservation de la qualité des milieux aquatiques des deux bassins versants en aval du massif. Cependant, ces écosystèmes demeurent vulnérables face au drainage excessif et au surpâturage.

## Histoire

### Préhistoire
La majeure partie des découvertes archéologiques a été effectuée le long des chemins forestiers, révélant des outils en silex qui attestent d'une occupation datant du Néolithique. Les fragments de poterie et les restes osseux sont relativement rares. De plus, des preuves de présence au Moustérien ont également été établies.

### Tradition agricole
Jusqu'au XVIIe siècle, la transhumance semble jouer un rôle dominant dans la structure socio-économique de la Margeride. Au XVIe siècle, un système agro-pastoral assez similaire à celui utilisé en Planèze fut adopté. Il reposait sur l’utilisation de vastes terrains de parcours pour le bétail en association avec la culture de céréales (seigle) autour du village. L’élevage ovin avait une grande importance car il assurait l’engraissement des terres. Les moutons étaient confiés à un berger commun qui reconduisait le troupeau tous les soirs au village.
Au cœur du XIXe siècle, la transhumance a connu son apogée avec l'arrivée de 300 000 moutons en estive sur la Margeride, contribuant ainsi à façonner un paysage dominé par des landes et une faible densité d'arbres.
Ce mode de vie agro-pastoral reposait sur une organisation communautaire et offrait des revenus modestes aux habitants, ne permettant pas l'accumulation de richesses. Les disparités de revenus entre les familles étaient peu prononcées, ce qui permettait aux plus démunis de subvenir à leurs besoins.
La restauration des terrains en montagne (RTM) a entraîné le reboisement principalement avec des épicéas. Par conséquent, la montagne s'est vue dotée d'une activité sylvicole.

### Bête du Gévaudan
Au milieu du XVIIIe siècle, précisément entre 1764 et 1767, la région de la Margeride a été ensanglantée par les ravages perpétrés par la « bête du Gévaudan ». Ce mystérieux animal, objet de légendes et de terreur, semait la panique parmi la population locale. C'est finalement le 19 juin 1767 que Jean Chastel parvint à abattre la bête, mettant ainsi un terme à ses méfaits, dans la forêt de la Ténezère.

### Exode rural
Le maximum de population en Margeride a été atteint vers 1860. L’exode rural a commencé lentement puis il s’est considérablement accéléré à partir de la Première Guerre mondiale. En 1921 on compte déjà une diminution de 30 % de la population[réf. nécessaire]. Ce furent les vallées qui se désertifièrent en premier car la mécanisation de l’agriculture y était pratiquement impossible. Aujourd’hui l’exode rural continue, les plus de 65 ans représentent un quart de la population[réf. nécessaire] et de nombreux villages ne sont plus habités en permanence. Seuls Saint-Flour et les bourg-centres se maintiennent.

### Seconde Guerre mondiale
Le mont Mouchet (1 497 m) est un haut lieu de la Résistance française pendant la Seconde Guerre mondiale. De très violents combats ont eu lieu à cet endroit entre les maquis du Massif central et l'armée allemande. Un monument commémore cet événement au sommet.

## Culture et patrimoine

### Habitat
Les villages en Margeride sont établis à mi-pente afin de faire face aux rudes conditions climatiques et de pouvoir bénéficier d'une position d'abri tout en évitant les fonds humides. Ils sont structurés par groupement rapproché de fermes.

### Architecture

#### Ferme

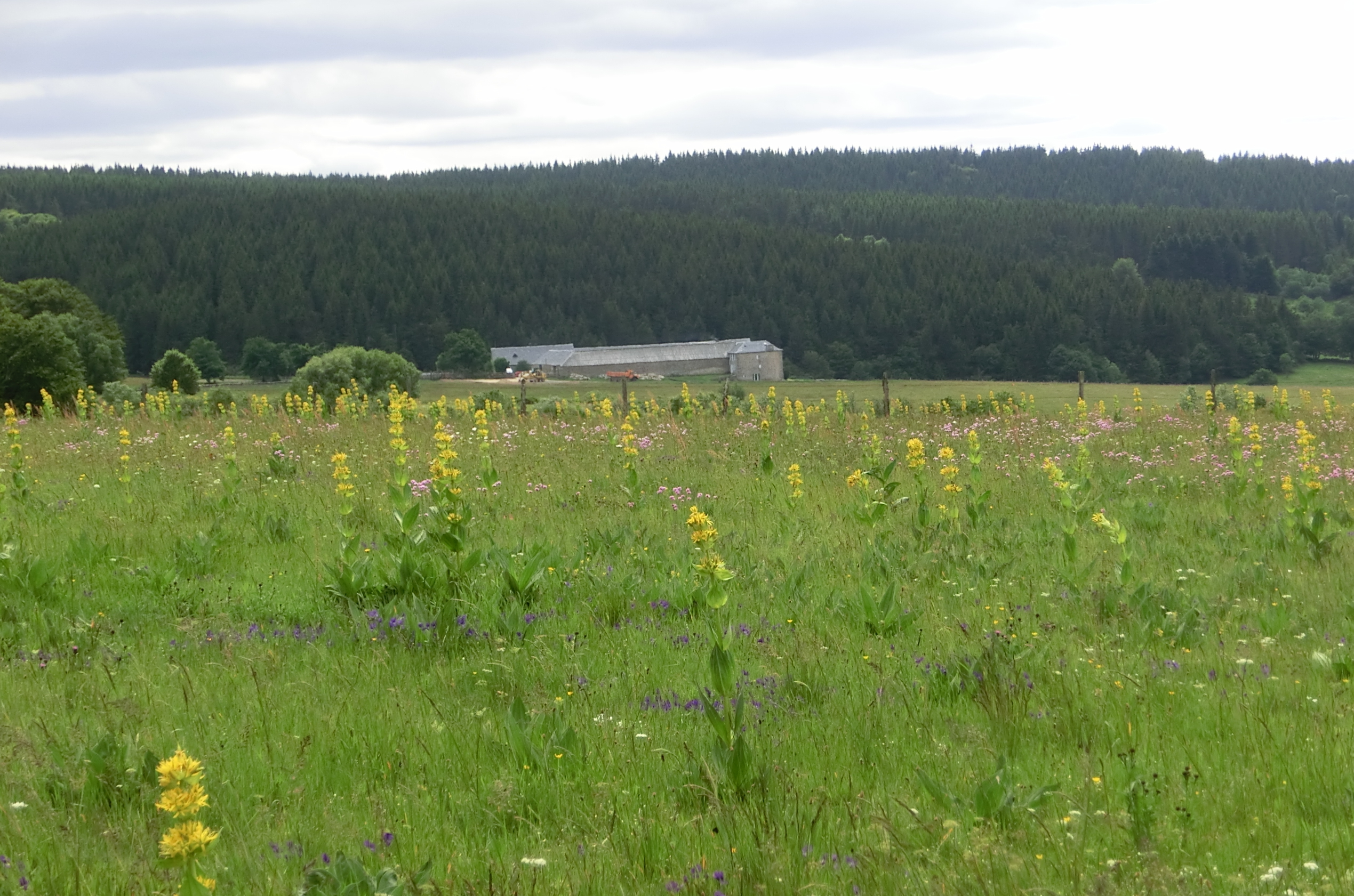
Domaine du Sauvage.

La structure de la ferme en bloc unique présente une silhouette allongée, toujours orientée vers le sud. Sa configuration consiste en un parallélépipède rectangle recouvert d'un toit généralement à double pente, caractérisé par une inclinaison modérée. Des agencements en angles droits créent une cour intérieure protégée. Absente lorsque le relief du terrain la substitue ou lorsque l'entrée est créée à l'arrière ou sur le côté, la rampe qui mène au premier étage du bâtiment agricole se caractérise par de petites ouvertures rarissimes. Les grandes propriétés agricoles de montagne, à l'instar du domaine du Sauvage, se caractérisent par d'énormes édifices liés à des domaines agricoles significatifs. Elles se composent de multiples bâtiments perpendiculaires regroupés. Du fait de leur isolement, ces exploitations jouissent d'une autonomie complète, intégrant des installations telles qu'un moulin et un four à pain.

#### Maison d'assemblée
En relation avec la notion de biens communs et le désir des habitants du village d'avoir un espace qui leur soit propre, cette structure est généralement construite sur un lopin de terre communal à usage collectif, souvent soit au centre soit en périphérie. Cependant, il n'est pas rare qu'elle se situe en dehors du regroupement de bâtiments. Les maisons d'assemblées, fréquemment isolées, n'ont généralement pas de murs d'enceinte. Les dimensions sont modestes et seule la façade orientée vers le sud est ouverte. Les constructions des maisons d'assemblées s'étendent sur deux étages, avec une seule pièce au rez-de-chaussée et un petit logement à l'étage supérieur.

#### Baraque
La plupart des « baraques » sont situées dans des endroits stratégiques tels que des défilés ou des cols, ce sont des constructions en granit érigées le long des routes, servant de lieux de repos et faisant office d'auberges. Parfois à étage et de forme allongée, elles restent généralement modestes avec une entrée principale sur la façade. De plus, des clochers de tourmente sont souvent présents pour aider les voyageurs à se repérer lorsqu'ils font face à des chutes de neige et à des vents violents.

#### Édifices religieux
Le patrimoine religieux de la Margeride se constitue de petits édifices d'art roman dont les églises de village (l'église Saint-Privat de Saint-Privat-du-Fau, l'église Notre-Dame-de-l'Assomption de Chanaleilles, l'église Sainte-Eulalie de Sainte-Eulalie, l'église Saint-Alban de Saint-Alban-sur-Limagnole, etc.). L'architecture, à la fois rustique et soignée, est particulièrement remarquable avec notamment des clochers à peigne.

## Activités

### Agriculture et économie locale
Une portion des richesses paysagères et des caractéristiques de la Margeride se trouve dans ses prairies naturelles et ses landes où paissent les moutons. L'activité agricole traditionnelle, composée de petites structures d'exploitations, est dédiée à l’élevage bovin et ovin. La production est aussi bien destinée à la viande qu’au lait,.
L'activité sylvicole est aussi très importante avec un taux de boisement de 53 %,.

### Sites touristiques

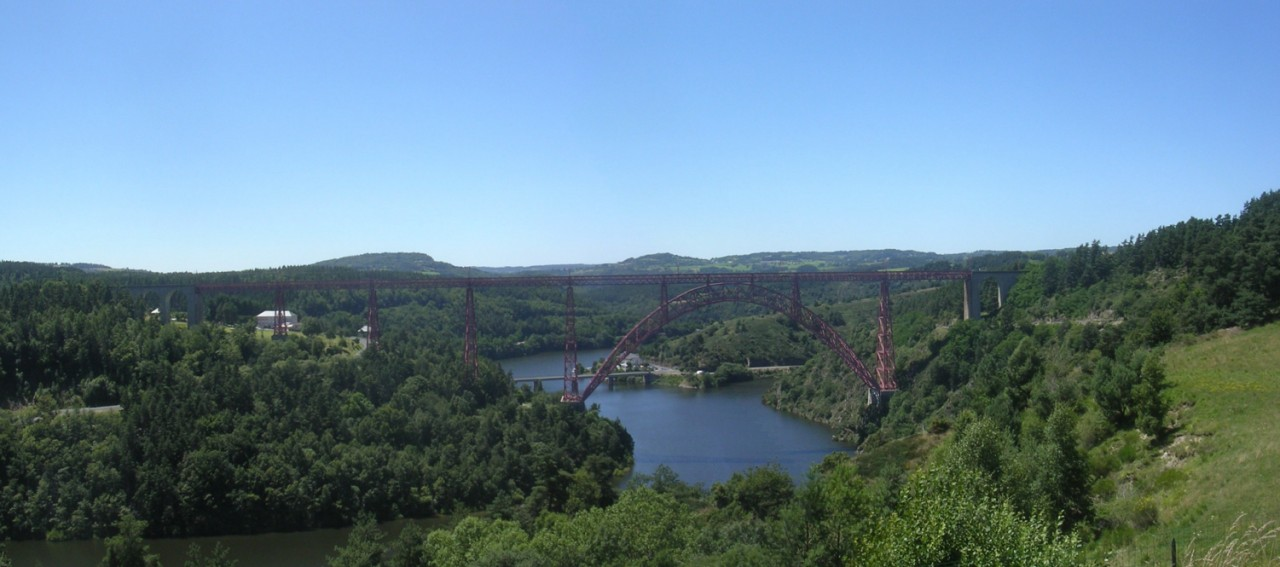
La Truyère et le viaduc de Garabit.

- La réserve de bisons d'Europe de Sainte-Eulalie.
- Le parc à loups du Gévaudan à Sainte-Lucie près de Marvejols.
- L’élevage de cervidés de la ferme de Fiougage à Saint-Amans.
- Lac de Charpal (au sud du massif).
- Village médiéval déserté de Montchauvet dans le canton de Saugues.
- Le site archéologique de Javols.
- Le musée fantastique de la Bête du Gévaudan à Saugues.
- Le musée du Guesclin à Châteauneuf-de-Randon.
- Le musée de la Métallurgie à Saint-Chély-d'Apcher.
- Le musée de la Résistance du mont Mouchet à Auvers.
- Le musée de la Haute-Auvergne et le musée Alfred Douët à Saint-Flour.
- La filature des Calquières à Langogne.
- L'écomusée de Margeride Haute-Auvergne (administration à Ruynes-en-Margeride), avec trois sites : le jardin de Saint-Martin à Ruynes-en-Margeride, l'école de Clémence Fontille à Signalauze (Ruynes-en Margeride) et la ferme de Pierre Allègre à Loubaresse.
- Le jardin ludique du Vallon du Villaret à Bagnols-les-Bains.
- Le viaduc de Garabit sur la Truyère.
- Le Scénovision, la Margeride à la Folie à Saint-Alban-sur-Limagnole.

### Tourisme
L'été la randonnée permet une découverte du massif. Il dispose de nombreux chemins, le balisage y est régulier, des panneaux indiquent régulièrement les temps de parcours des itinéraires balisés. La Margeride est aussi un espace privilégié pour la pratique du VTT, avec plusieurs sentiers labellisés « FFC » (Fédération française de cyclisme). De nombreux circuits de cross-country et d'enduro, adaptés à tous les niveaux, sont également tracés.
Un espace « Trail Margeride » permet de découvrir une partie du massif au départ du Malzieu.
En hiver, il est possible de pratiquer le ski de fond sur les pistes des stations de ski des Bouviers et du Laubert-Plateau du Roy. Auparavant, de petites stations de ski alpin étaient présentes sur la Margeride à Prat-Niolat, Laubert et Montchauvet. Cependant, ces installations ont été abandonnées en raison des chutes de neige irrégulières et de l'éloignement du massif des grands centres urbains.

### Protection environnementale
Le massif compte plusieurs sites Natura 2000, dont le « Plateau de Charpal » (3 410 hectares), la « Montagne de la Margeride » (9 400 hectares), les « Sommets et versants orientaux de la Margeride » (1 236 hectares) et les « Sommets du nord de la Margeride » (1 748 hectares).